# Henk van der Kwast
Henk van der Kwast es un deportista neerlandés que compitió en remo. Ganó dos medallas en el Campeonato Mundial de Remo, plata en 1978 y bronce en 1979.

## Palmarés internacional
| Campeonato Mundial | Campeonato Mundial     | Campeonato Mundial | Campeonato Mundial      |
| Año                | Lugar                  | Medalla            | Prueba                  |
| ------------------ | ---------------------- | ------------------ | ----------------------- |
| 1978               | Copenhague (Dinamarca) | Medalla de plata   | Ocho con timonel ligero |
| 1979               | Bled (Yugoslavia)      | Medalla de bronce  | Ocho con timonel ligero |